# Acoustic EP (One Direction)
Acoustic EP è il secondo EP del gruppo musicale britannico One Direction, pubblicato il 23 luglio 2020.

## Tracce
1. One Thing (Acoustic) – 3:12
2. Steal My Girl (Acoustic Version) – 3:47
3. Steal My Girl (Live Acoustic Session) – 3:46
4. Night Changes (Live Acoustic Session) – 3:41
5. Perfect (Stripped) – 3:52